# Place Notre-Dame (Dijon)
Pour les articles homonymes, voir Place Notre-Dame.
Ne doit pas être confondu avec Parvis Notre-Dame.
La place Notre-Dame est une place du centre-ville de Dijon, dans son secteur sauvegardé.

## Origine du nom
La place tient son nom de l’église Notre-Dame, dont la façade occidentale, du XIIIe siècle, s’élève sur son côté est.

## Bâtiments remarquables et lieux de mémoire

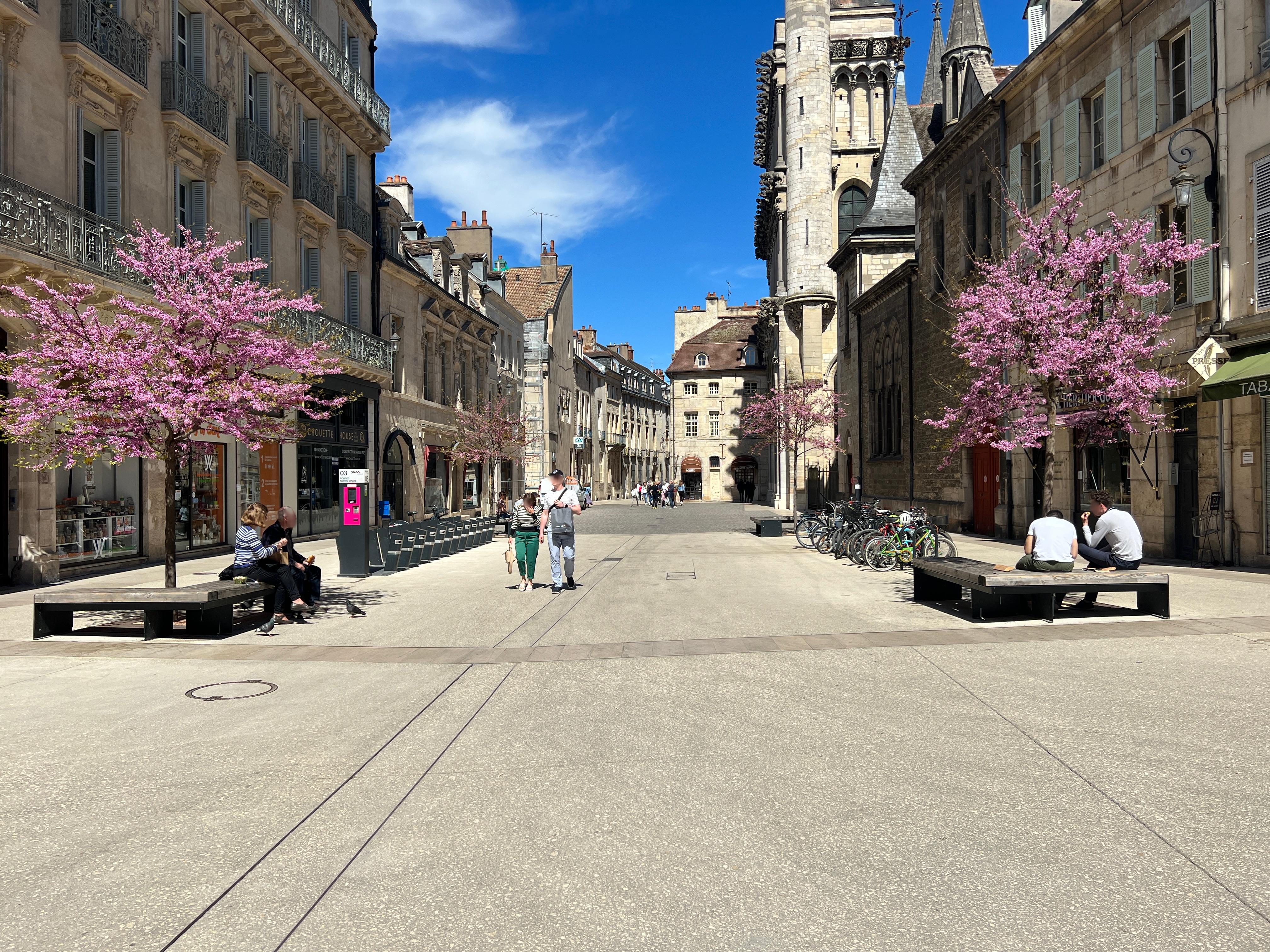
La place en avril 2022.

Sur une tourelle de la façade de l’église Notre-Dame se trouve le Jacquemart, horloge à quatre automates.
La rue de la Chouette, qui longe le côté nord de Notre-Dame, débouche sur la place Notre-Dame.
Sur le côté ouest de la place s’ouvre la rue Musette, en face de Notre-Dame. Puis, au n°7, s'élève la maison Maillard, bâtie après 1565 par Jean Maillard. Sa façade Renaissance est richement décorée de frontons sur les fenêtres de l’étage, et elle comporte une niche abritant une statue de la Vierge. Cette façade, qui présente des ressemblances avec d’autres réalisations d’Hugues Sambin, a pu être élevée par un collaborateur de l’artiste.
Aux numéros 1 et 3 se trouvent deux immeubles de la fin du XIXe siècle. Celui du n°3 a été élevé en 1881 par Anne Richard, épouse Ganiare, dont les initiales ornent la remarquable porte cochère.
Le côté sud de la place Notre-Dame est fermé par l’une des façades néoclassiques du palais des États de Bourgogne, édifiée de 1776 à 1780. Dans ce bâtiment est installé l’office de tourisme de Dijon, dont les locaux communiquent avec la chapelle des Élus, librement visitable.